# 1406
Cette page concerne l'année 1406  du calendrier julien.
L'année 1406 est une année commune qui commence un vendredi.

## Événements

### Asie
- Février : en Birmanie, seconde trêve de la Guerre de Quarante ans conclue à la pagode Shwesandaw de Prome entre les rois Minkhaung I et Razadarit. Elle dure moins d'un an[1].
- 7 novembre : début du règne en Inde de Deva Raya Ier, empereur du Vijayanagar (fin en 1422)[2]. Inquiet de la nouvelle supériorité militaire des Bahmanides, il décide de réformer son armée en augmentant le nombre des archers et des cavaliers. Il fait construire une mosquée dans la capitale et les Musulmans représentent un quart des soldats de son armée.
- 19 novembre : les armées chinoises des Ming envahissent le Dai-Viêt et chassent la dynastie des Ho (fin en 1413). Début de la domination chinoise au Viêt Nam (jusqu'en 1428)[3].

- Les Qara Qoyunlu reprennent Tabriz[4].
- Fin de la guerre civile dans le royaume javanais de Majapahit[5].

### Europe
- 1er mars : réunion du Parlement d'Angleterre. Il refuse des subsides au roi[6]. L’autorité d’Henri IV d'Angleterre s’en trouve affaiblie.
- 10 mars : traité de commerce entre le roi d'Angleterre et le duc de Bourgogne[7].
- 22 mars : Jacques Stuart, se rendant en France, est fait prisonnier par les Anglais jusqu’en 1424[8].
- 4 avril : mort de Robert III d'Écosse. Jacques Ier Stuart devient roi d'Écosse (jusqu'en 1437). Son oncle Robert Stuart exerce la régence pendant sa captivité[8].
- 29 juin : Charles d'Orléans épouse Isabelle de Valois[9].
- 15 juillet : mort du duc d'Autriche Guillaume de Habsbourg sans héritiers[10].
  - Ernest, « le duc de Fer », devient duc de Styrie (fin en 1424).
  - Frédéric IV de Habsbourg devient comte de Tyrol (fin en 1439).
- 11 septembre : le Parlement de Paris abolit les taxes apostoliques[11].
- 9 octobre[12] : la cité-État de Pise, assiégée depuis le 4 mars, est vaincue par Florence.
- 17 novembre[13] : Padoue est prise par Venise.
- 29 novembre : capitulation du château de Lourdes en Bigorre, après cinquante ans de possession par le roi d'Angleterre. Assiégée pendant un an et demi par les sénéchaux de Toulouse et de Carcassonne, la place se rend faute de vivres[14].
- 30 novembre : début du pontificat de Grégoire XII (né Angelo Correr, à Venise en 1325), pape de 1406 à 1415)[15].
- 25 décembre : mort d'Henri III de Castille à Tolède[16]. Début du règne de Jean II (1405-1454), roi de León et de Castille. Régence de Ferdinand le Juste, fils de Jean Ier pendant sa minorité.